# Bignoux
 Bignoux  es una población y comuna francesa, situada en la región de Poitou-Charentes, departamento de Vienne, en el distrito de Poitiers y cantón de Saint-Julien-l'Ars.

## Demografía
| 372 | 354 | 448 | 570 | 800 | 989 |
| Para los censos de 1962 a 1999 la población legal corresponde a la población sin duplicidades (Fuente: INSEE [Consultar]) |     |     |     |     |     |